# 陳周書
陳周書，贵州盤縣人，清朝政治人物，同進士出身。
嘉慶十年（1805年）乙丑科進士，三甲一百零八名，任官不詳。彭祜厅志注官知县。
有文章称芜城（今江苏省江都县）为官，善画梅，多幅作品流传于世。